# Şahinbeyler, Sincik
Şahinbeyler là một xã thuộc huyện Sincik, tỉnh Adıyaman, Thổ Nhĩ Kỳ. Dân số thời điểm năm 2011 là 327 người.